# Nervilia muratana
Nervilia muratana är en orkidéart som beskrevs av S.W.Gale. Nervilia muratana ingår i släktet Nervilia och familjen orkidéer. Inga underarter finns listade i Catalogue of Life.